# Willoughby (Warwickshire)
Pour les articles homonymes, voir Willoughby.
Willoughby est un village et une paroisse civile du Warwickshire, en Angleterre. Administrativement, il relève du borough de Rugby.

## Localisation
Willoughby est situé dans l'est du comté, à environ 8 km au sud de Rugby. Le village est à environ 7 km au nord-ouest de Daventry dans le Northamptonshire voisin et la limite est de la paroisse fait partie de la limite du comté.
La paroisse est délimitée au sud par la rivière Leam et à l'ouest par l'un de ses affluents. Le village est juste à l'ouest de la route principale entre Daventry et Coventry, maintenant la route A45.

## Toponymie
Willoughby est un toponyme hybride qui fait référence à une ferme (bý en vieux norrois) située près d'un bois de saules (*wilig en vieil anglais). Il est attesté sous la forme Wiliabyg en 956. Dans le Domesday Book, compilé en 1086, le village figure sous le nom Wilebei.

## Démographie
Au recensement de 2011, la paroisse civile de Willoughby comptait 398 habitants.

## Le manoir
Avant la conquête normande de l'Angleterre, Willoughby comprenait cinq petits domaines. Ordric détenait deux Hides, Leuiet et Goduin détenaient une demi-hide et Ulvric détenait trois petits domaines totalisant une virgate et demie. Le Domesday Book de 1086 rapporte que les locataires détenaient toujours leurs propriétés respectives, avec Turchil de Warwick comme propriétaire féodal, mais aussi le baron normand Hugh de Grandmesnil détenait une Hide (unité) et un sixième à Willoughby et Hillmorton.
Henri Ier (règne de 1100 à 1135) accorda les domaines de Grandmesnil à Willoughby et Shrewley à un homme appelé Wigan en échange de services. Le fils de Wigan, Ralph, mourut en 1215 et le domaine revint finalement au frère de Ralph, William, et à son neveu Ivo. En 1242, Ivo était mort sans héritier, alors son oncle Thurstan inféoda ses 10 virgates de Willoughby à l'hôpital Saint-Jean-Baptiste d'Oxford. Le prieuré des chanoines augustins d'Ashby dans le Northamptonshire avait également un intérêt dans le manoir de Willoughby, le maître de l'hôpital devait donc donner au prieur 50 marks d'argent. Cependant, les propriétaires fonciers accordèrent d'autres concessions de terres à l'hôpital et, en 1316, celui-ci détenait la seigneurie du manoir.
En 1457, William Waynflete, évêque de Winchester, fonda le Magdalen College d'Oxford sur le site de l'hôpital Saint-Jean-Baptiste.[2] Toutes les dotations de l'hôpital furent transférées au nouveau collège et restèrent en sa possession jusqu'au 20e siècle.

## L'église paroissiale
L'église paroissiale de Willoughby a été achevée en 1215. Cependant, l'actuelle église paroissiale de Saint-Nicolas de l'Église d'Angleterre est un bâtiment gothique perpendiculaire datant entièrement du début du XVIe siècle. Elle a des bas-côtés et des arcades nord et sud avec des arcs à quatre centres typiquement perpendiculaires tardifs. Le chœur a ensuite été reconstruit en brique, probablement au début du XIXe siècle. Saint-Nicolas est un bâtiment classé Grade II*.
La tour possède une horloge qui pourrait dater du début du XVIIe siècle. Elle a aussi un ensemble de six cloches. Joseph Smith d'Edgbaston en fondit cinq en 1713 ; William Chapman de la Whitechapel Bell Foundry fonda la cloche du ténor en 1781.
La paroisse Saint-Nicolas fait désormais partie d'une gestion unique avec les paroisses de Flecknoe, Grandborough, Leamington Hastings et Birdingbury.

## Histoire économique et sociale
En 1248, l'hôpital Saint-Jean-Baptiste obtint le droit d'organiser un marché hebdomadaire à Willoughby tous les mardis et une foire annuelle de deux jours à la Pentecôte. Le marché du mardi avait encore lieu dans les années 1830.
Pye Court était à l'origine Pie Court et était le siège de la Cour de Piepowders (en) .
En octobre 1642, les troupes parlementaires en route pour la bataille d'Edge Hill tentèrent d'abattre une ancienne croix à Willoughby mais furent dissuadées par le Vicaire.[2] Il s'agissait peut-être d'une croix de marché ou d'une croix de prédication.
La construction du canal d'Oxford a commencé au nord de Coventry en 1769 et a été creusée dans la paroisse de Willoughby, atteignant Napton-on-the-Hill en 1774. Le canal passe à l'est du village de Willoughby et Willoughby Wharf a été établi à 800 m au nord-est du village, là où la route vers Barby, dans le Northamptonshire, traverse le canal. Entre 1794 et 1805, le canal rival de Grand Junction fut construit de Braunston à Brentford, avec un quai à Braunston rivalisant avec le quai d'Oxford à Willoughby. Cependant, dans la loi du Parlement autorisant le Grand Junction, Oxford réussit à obtenir une clause permettant de prélever des « péages de bar » à Grand Junction pour compenser toute perte de commerce de Willoughby Wharf.
Willoughby avait un bureau de poste en 1865. Il a fermé ses portes le 22 mai 2002.
Le Willoughby Cricket Club a été fondé en 1901 et le Willoughby Women's Institute a été fondé en 1920.

### Le chemin de fer
À la fin des années 1890, la Great Central Main Line a été construite entre le nord de l’Angleterre et Londres Marylebone Station. Elle traversait la paroisse du nord au sud, passant sous la route de Barby du côté ouest du quai du canal et sur la route principale Daventry – Coventry juste à l'est du village. La nouvelle ligne principale traversait la rivière Leam sur un viaduc à 13 arches à environ 1,6 km au sud du village. Il s'appelait Willoughby Viaduct, mais le site n'est pas dans la paroisse et la moitié n'est même pas dans le Warwickshire.
Le Great Central Railway a ouvert la ligne en mars 1899 avec une gare dans le village nommée « Willoughby for Daventry ». En 1904, le GCR renomma la station « Braunston et Willoughby pour Daventry ». Les deux noms étaient plutôt optimistes, car Daventry est à 7 km, Braunston est à 1,6 km et tous deux avaient leur propre gare sur une branche du London and North Western Railway. En 1938, le successeur du GCR, le London and North Eastern Railway, renomma la gare Braunston et Willoughby. Les chemins de fer britanniques ont fermé la gare en avril 1957 et la ligne en septembre 1966. Il ne reste que peu de choses de la gare elle-même, mais la maison en briques rouges du chef de gare survit.

### Autres équipements
Willoughby possède un pub du XVIIIe siècle, The Rose Inn. La paroisse comptait trois autres pubs dont le Four Crosses Inn et le Navigation. Le Four Crosses a été transformés en appartements et les deux autres anciens pubs sont désormais des habitations.
Willoughby possède un salon de coiffure et d'autres commerces de détail.

## Galerie

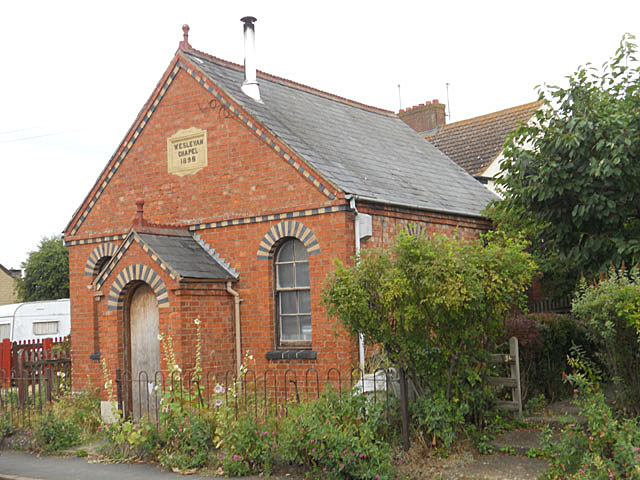
Wesleyan Chapel.
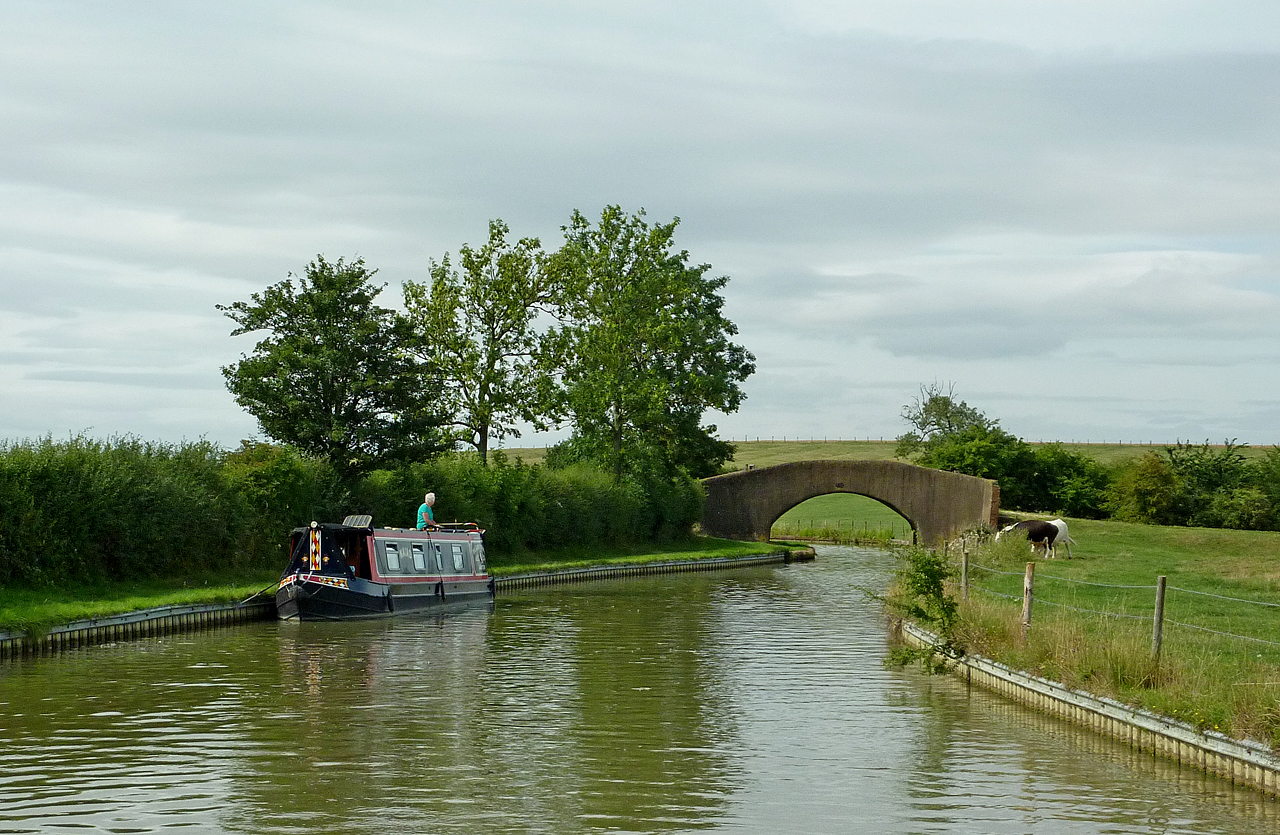
Oxford Canal.
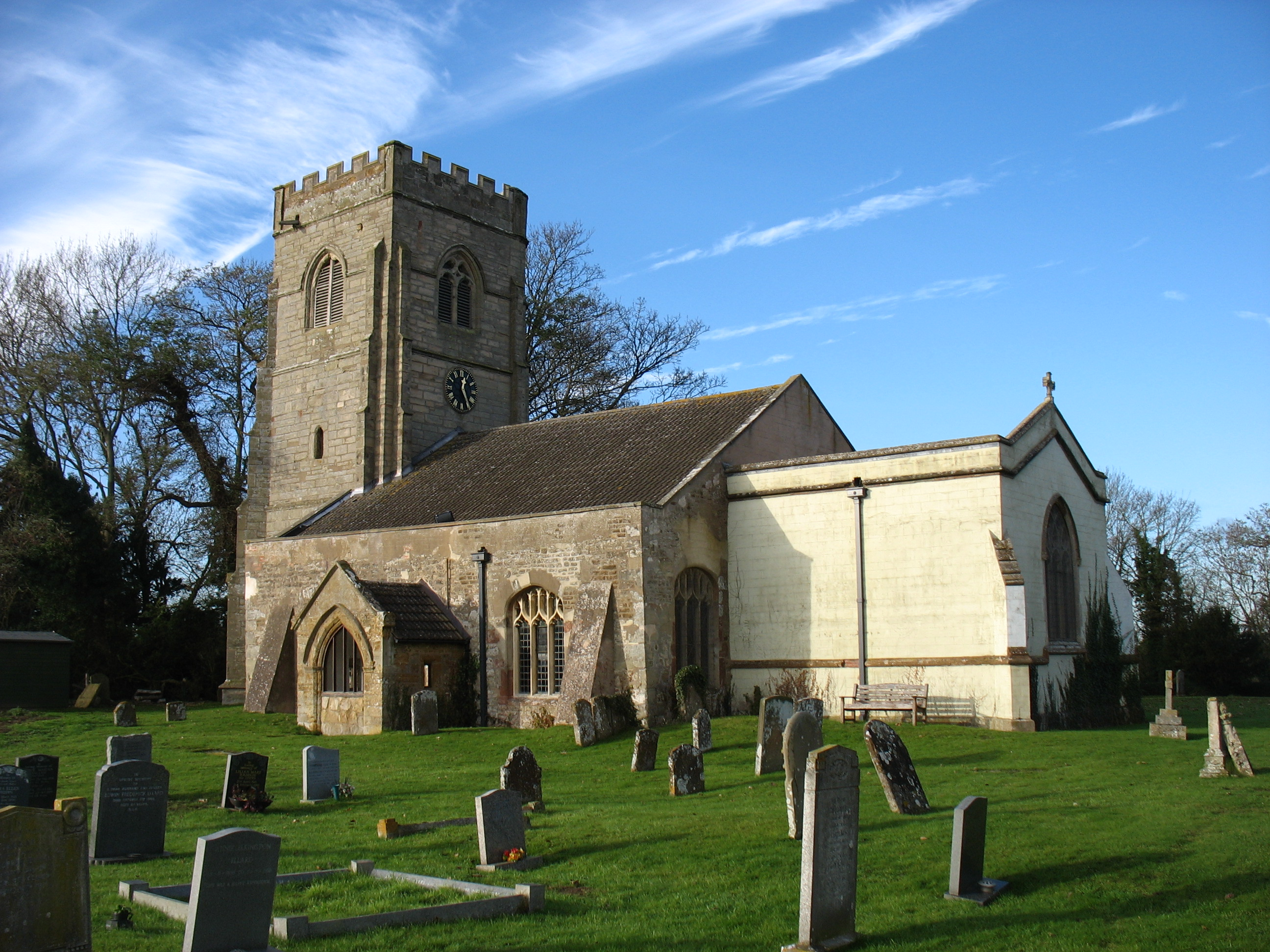
Eglise St Nicholas.